# 핀델바흐
핀델바흐(독일어: Findelbach)는 스위스 발레주 체르마트 근처 발레 알프스에 있는 계곡을 흐르는 하천이다. 길이는 약 8km이다.

## 지리
상류는 핀델 빙하, 체르마트 로트호른 남쪽, 슈토크호른 북쪽, 고르너그라트 대산괴이다. 그러나 하천의 90%는 핀델 빙하에서 나온다. 수원의 높이는 약 2,500m, 해발 1,620m의 체르마트에 입이 있다. 먼저 하천은 간트(Gant)의 작은 마을을 통해 흘러 핀델 협곡(Findel Gorge)으로 들어가고, 협곡을 통해 흘러 핀델른의 작은 마을에서 흐른다. 하천에서 받은 이름을 제공한 다음 마터 피스파강으로 흘러 마터탈을 론강으로 배출한다.